# Plan de Colombo
Le plan de Colombo pour le développement coopératif économique et social des pays de l'Asie et du Pacifique (abrégé en plan de Colombo) est une organisation inter-gouvernementale créée en 1951 pour améliorer le développement socio-économique des pays de la région par une aide mutuelle.
L'organisation compte en 2012 vingt-sept pays membres, appartenant également à l'ASEAN ou à la SAARC.
Les principaux objectifs du plan sont
- promouvoir les intérêts et le soutien du développement économique et social
- promouvoir la coopération technique et l'assistance par le partage et le transfert de technologies entre les membres
- soumettre des rapports d'informations sur la coopération technique intergouvernementale, multilatérale ou entre agences dans l'optique d'accélérer le développent via ces efforts
- de faciliter le partage d'expérimentation de codéveloppement entre les pays du Sud.

## Historique
Le plan a été initié à la suite d'une rencontre des ministres des Affaires étrangères du Commonwealth à Colombo.

## Organisation
Les principaux organes du plan sont :
- Le comité consultatif, composé de tous les gouvernements membres, forme une assemblée de révision et de délibération. Le comité se réunit tous les deux ans et organise un forum qui permet les échanges de points de vue sur les problèmes actuels du développement.
- Le conseil du Plan, composé des différents chefs de gouvernement, identifie les problématiques de développement et s'assure de l'application des directives votées par le comité.
- Le secrétariat du Plan, basé à Colombo, permet de gérer les tâches d'organisation des réunions

## Pays membres
| - Afghanistan (1963) - Arabie saoudite (2012) - Australie (1950) - Bangladesh (1972) - Bhoutan (1962) - Birmanie (1952) - Brunei (2008) - Corée du Sud (1962) - États-Unis (1951) | - Fidji (1972) - Inde (1950) - Indonésie (1953) - Iran (1966) - Japon (1954) - Laos (1951) - Malaisie (1957) - Maldives (1963) - Mongolie (2004) | - Népal (1952) - Nouvelle-Zélande (1950) - Pakistan (1950) - Papouasie-Nouvelle-Guinée (1973) - Philippines (1954) - Singapour (1966) - Sri Lanka (1950) - Thaïlande (1954) - Viêt Nam (2004) |

## Secrétariat Général
Le Secrétariat existe depuis 1995 à la suite d'une réforme de l'organisation qui a changé le Bureau du Plan de Colombo en secrétariat.
- Kim Hak-su (janvier 1995 – mars 1999)
- Sarat Chandran (avril 1999 – juin 2003)
- Kittipan Kanjanapitkul (juin 2003 – août 2007)
- Dato’ Patricia Yoon-Moi Chia (août 2007 – août 2011)
- Adam Maniku (août 2011 - novembre 2013)
- Kinley Dorji (mai 2014 - avril 2018)
- Phan Kieu Thu (mai 2018 - )